# Audax Italiano
Audax Italiano La Florida – chilijski klub piłkarski z siedzibą w Santiago, w dzielnicy La Florida. Klub założyli w 1910 Włoscy mieszkańcy, wtedy klub nazywał się Audax Club Ciclista Italiano i zajmował się kolarstwem. Czterokrotny mistrz Chile (1936, 1946, 1948, 1957).
W klubie tym wychowało się wiele talentów, m.in. Franco di Santo, obecnie zawodnik argentyńskiego klubu San Lorenzo de Almagro.

## Historia
Klub został założony 30 listopada 1910 i gra obecnie w pierwszej lidze chilijskiej. Swoje mecze domowe rozgrywa na Bicentenario de La Florida mogącym pomieścić 12 000 kibiców.

## Osiągnięcia

### Krajowe
- Primera División

| zwycięstwo (4):     | 1936, 1946, 1948, 1957                             |
| drugie miejsce (8): | 1934, 1935, 1938, 1940, 1944, 1947, 1951, 2006 (C) |

- Copa Chile

| zwycięstwo (0):     | –                |
| drugie miejsce (3): | 1981, 1998, 2018 |

- Campeonato de Apertura

| zwycięstwo (1):     | 1941                   |
| drugie miejsce (4): | 1937, 1938, 1943, 1950 |

- Campeonato de Clausura

| zwycięstwo (0):     | –    |
| drugie miejsce (1): | 1944 |